# Niphona longesignata
Niphona longesignata är en skalbaggsart som beskrevs av Maurice Pic 1936. Niphona longesignata ingår i släktet Niphona och familjen långhorningar. Inga underarter finns listade i Catalogue of Life.